# Exército de Libertação de Caprivi
O Exército de Libertação de Caprivi (em inglês:  Caprivi Liberation Army; CLA) é um grupo rebelde e separatista da Namíbia criado em 1994 para separar a Faixa de Caprivi, uma região habitada principalmente pelo povo lozi. Opera apenas na Faixa de Caprivi.

## Formação e atividades
A frente foi criada em fevereiro de 1994 como um grupo separatista com o objetivo de unir o povo lozi, que está presente nos vizinhos Botswana, Zâmbia e Angola. Desde 1998, está sob a liderança de Mishake Muyongo, que foi expulso da Aliança Democrática Turnhalle da Namíbia como resultado de seu apoio à secessão de sua região natal.
Em agosto de 1999, a organização lançou muitos ataques surpresa contra delegacias de polícia e muitos postos militares em Katima Mulilo antes que o governo da Namíbia impusesse um estado de emergência na parte oriental da Faixa de Caprivi e derrotasse os rebeldes. Quatorze rebeldes foram mortos e cerca de 200 foram detidos e encarcerados. A maioria deles ainda está sob custódia como prisioneiros aguardando julgamento no processo por traição de Caprivi.
A última emboscada militar foi executada em setembro de 1999, onde três membros foram mortos em um tiroteio. O líder Muyongo recebeu asilo na Dinamarca.